# Nevis River
Der Nevis River (in der Sprache der Māori: Te Papapuni) ist ein rechter Nebenfluss des Kawarau River im Central Otago District der Region Otago auf der Südinsel von Neuseeland.

## Geographie
Der Nevis River entspringt auf einer Höhe von 1450 m in den Garvie Mountains, rund 1,25 km nördlich des 1538 m hohen Mount Tennyson. Der Quellfluss fließt zunächst über rund 2 km in westnordwestlicher Richtung talabwärts und schwenkt dann in einem Bogen in seine bevorzugte nordnordöstliche Richtung ein. An seiner Westseite begleiten den Fluss die Tapuae-o-Uenuku / Hektor Mountains und auf seiner östlichen Seite tun dies die Garvie Mountains. Die als Schotterpiste ausgebaute Straße begleitet den Fluss linksseitig bis zum Navis Crossing genannten Abzweig. Von dort aus legt der Nevis River seinen Weg über die restlichen 16 km in zum Teil engen und felsigen Schluchten ohne begleitende Straße zurück. Die Gesamtlänge des Flusses beträgt 58,5 km.

## Bungeespringen
Rund 1,1 km flussaufwärts von der Mündung des Flusses entfernt befindet sich direkt über der Flussmitte mit der 134 m über Grund angelegten Nevis Highwire Platform eine Gelegenheit fürs Bungeespringen. Nördlich oberhalb liegt der zugehörige Parkplatz mit einem Restaurationsbetrieb und Anmeldung. Die ganze Anlage ist von Queenstown aus, das rund 25 km westlich zu finden ist, zu erreichen.